# Geoportál hl. m. Prahy

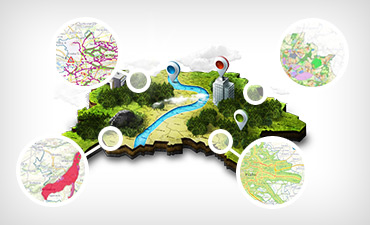
Geoportál hl. m. Prahy

Geoportál hl. m. Prahy je internetový zdroj veřejnosti přístupných map a informací o území Prahy. Provozovatelem tohoto geoportálu je Institut plánování a rozvoje hlavního města Prahy (IPR Praha).

## Druhy map
Stránky nabízejí více než třicet on-line map Prahy – od leteckých snímků z různých let přes hlukovou mapu až po mapu nejfotografovanějších míst. Každý si tak může snadno najít podrobné informace o jakékoli části území Prahy.  Mapa on-line je aplikace, která umožňuje na podkladových mapách kombinovat 22 témat, například zóny placeného stání, cyklistickou mapu, počet obyvatel nebo kvalitu ovzduší. Pražské mapy jsou oproti tomu jakýmsi katalogem jednotlivých aplikací včetně konkrétních podpůrných nástrojů. Nabízejí například nejfotografovanější místa Prahy, císařské otisky stabilního katastru z roku 1842 nebo archiv leteckých snímků a také archiv map územních plánů hl. m. Prahy.

## Dvě Prahy

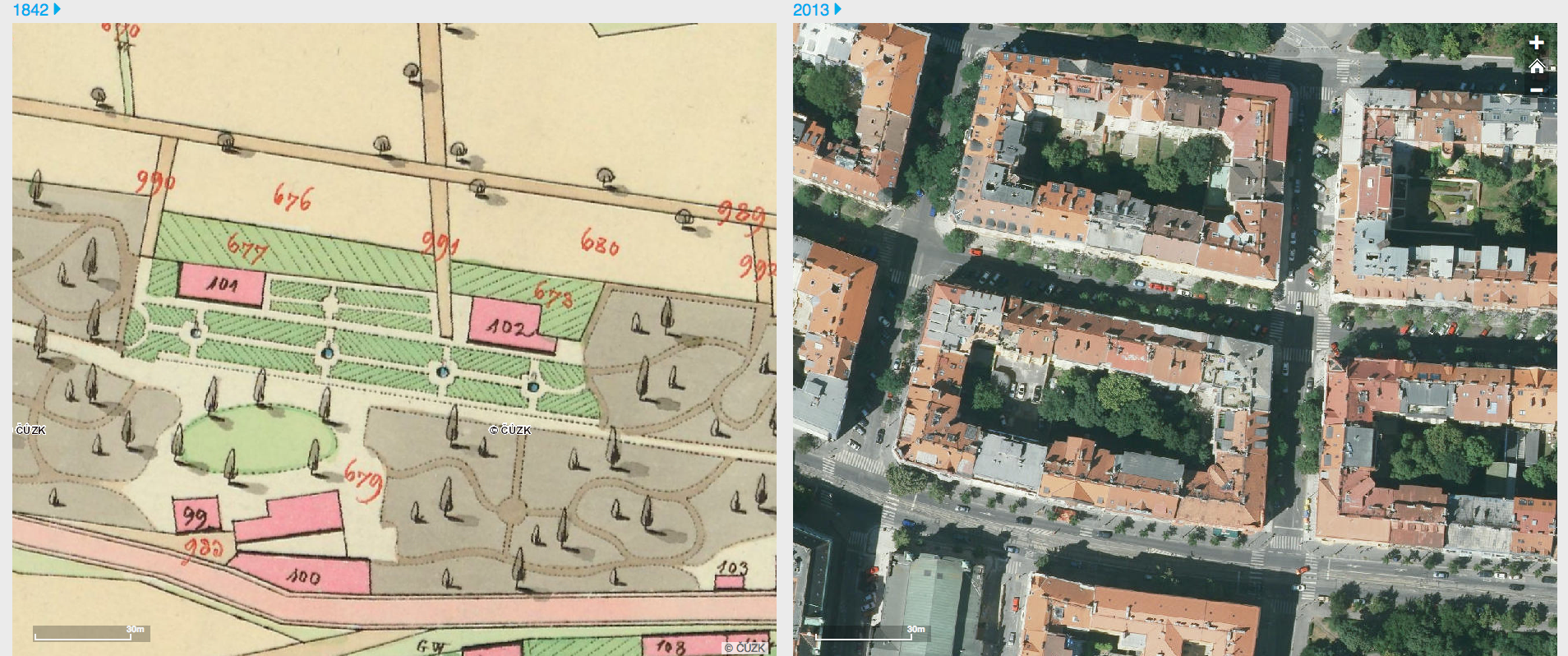
Dvě Prahy

Dvě Prahy umožňují porovnávat podobu jednoho území ve dvou časových obdobích zachycené na ortofotomapách. Dnešní stav Prahy můžete porovnat s obdobími před 80, 60, 40 a 20 lety na podkladě historických leteckých snímků od roku 1938 do současnosti.
Aplikace nabízí velmi oblíbené nahlížení do historie města. Letecké snímky ilustrují přehledně vývoj městského prostředí, umožňují nacházení míst, která prošla dramatičtějšími změnami i ta, která v téměř nezměněné struktuře zažíváme v podobě, jak je znaly i naše babičky. Lidé tedy mají možnost porovnat, jak vypadaly tradiční průmyslové čtvrti (Smíchov, Vysočany), území, na kterých dnes leží rozsáhlá pražská sídliště (např. Jižní město, Bohnice) nebo mozaika polí na okrajích dnešního města.